# لیگ اروپا ۲۴–۲۰۲۳
لیگ اروپا ۲۴–۲۰۲۳، پنجاه و سومین فصل از مسابقات فوتبال باشگاهی ثانویه اروپا خواهد بود که توسط یوفا برگزار می‌شود و پانزدهمین فصل از زمان تغییر نام آن از جام یوفا به لیگ اروپا خواهد بود.
فینال در ورزشگاه آویوا شهر دوبلین جمهوری ایرلند برگزار خواهد شد. برندگان این تورنمنت به‌طور خودکار برای مرحلهٔ گروهی لیگ قهرمانان اروپا ۲۵–۲۰۲۴ واجد شرایط می‌شوند و همچنین حق بازی در برابر برندگان لیگ قهرمانان اروپا ۲۴–۲۰۲۳ در سوپر جام یوفا ۲۰۲۴ را به‌دست می‌آورند.
این نسخه آخرین فصل با فرمت کنونی ۳۲ تیم شرکت‌کننده در مرحلهٔ گروهی خواهد بود، پس از اینکه یوفا اعلام کرد یک فرمت کاملاً جدید برای دورهٔ بعدی معرفی خواهد شد. با توجه به تغییر فرمت، هیچ باشگاهی نمی‌تواند به لیگ اروپا با فرمت سویسی منتقل شود.

## تخصیص تیم انجمن
در مجموع ۵۸ تیم از ۳۱ تا ۳۶ از ۵۵ اتحادیه عضو یوفا قرار است در لیگ اروپا ۲۴–۲۰۲۳ شرکت کنند. در این میان، ۱۵ انجمن دارای تیم‌هایی هستند که مستقیماً به لیگ اروپا راه می‌یابند، در حالی که برای ۴۰ انجمن دیگر که هیچ تیمی مستقیماً جواز حضور ندارند، بین ۱۵ تا ۲۰ تا از آنها ممکن است تیم‌هایی داشته باشند که پس از انتقال از لیگ قهرمانان (تنها عضو) بازی می‌کنند. اتحادیه ای که نمی‌تواند شرکت‌کننده داشته باشد، لیختن اشتاین است، که لیگ داخلی را سازماندهی نمی‌کند و تنها با توجه به رتبه‌بندی انجمن خود، می‌تواند برنده جام خود را وارد لیگ کنفرانس اروپا کند. رتبه‌بندی اتحادیه بر اساس ضرایب کشور یوفا برای تعیین تعداد تیم‌های شرکت‌کننده برای هر فدراسیون استفاده می‌شود:
- به دارندگان عنوان لیگ کنفرانس اروپا اجازه ورود به لیگ اروپا داده می‌شود (اگر از طریق عملکرد لیگ واجد شرایط لیگ قهرمانان اروپا نباشند).
- انجمن‌های ۱–۵ هر کدام دو تیم واجد شرایط هستند.
- انجمن‌های ۶–۱۶ (به جز روسیه) [Note RUS] هر کدام یک تیم واجد شرایط هستند.
- ۳۷ تیم حذف شده از لیگ قهرمانان اروپا ۲۳–۲۰۲۲ به لیگ اروپا منتقل شدند.

### رتبه‌بندی انجمن
برای لیگ اروپا ۲۴–۲۰۲۳، فدراسیون‌ها با توجه به ضرایب کشور یوفا در سال ۲۰۲۲، مکان‌هایی را به خود اختصاص می‌دهند که عملکرد آنها در رقابت‌های اروپایی از ۱۸–۲۰۱۷ تا ۲۲–۲۰۲۱ را در نظر می‌گیرد.
جدای از تخصیص بر اساس ضرایب کشوری، اتحادیه‌ها ممکن است تیم‌های دیگری نیز در لیگ اروپا شرکت کنند که در زیر ذکر شده است:
- (UCL) – تیم‌های اضافی از لیگ قهرمانان اروپا منتقل شدند

## مرحله گروهی

### گروه A
| رتبه | تیم            | بازی | ب | م | ش | گ‌ز | گ‌خ | ام | راه‌یابی                     |
| ---- | -------------- | ---- | - | - | - | -- | -- | -- | --------------------------- |
| ۱    | وستهام یونایتد | ۶    | ۵ | ۰ | ۱ | ۱۰ | ۴  | ۱۵ | صعود به ۱/۱۶ نهایی          |
| ۲    | فرایبورگ       | ۶    | ۴ | ۰ | ۲ | ۱۷ | ۷  | ۱۲ | صعود به پلی آف              |
| ۳    | المپیاکوس      | ۶    | ۲ | ۱ | ۳ | ۱۱ | ۱۴ | ۷  | انتقال به لیگ کنفرانس اروپا |
| ۴    | باکا توپولا    | ۶    | ۰ | ۱ | ۴ | ۶  | ۱۹ | ۱  |                             |

### گروه B
| رتبه | تیم        | بازی | ب | م | ش | گ‌ز | گ‌خ | ام | راه‌یابی                     |
| ---- | ---------- | ---- | - | - | - | -- | -- | -- | --------------------------- |
| ۱    | برایتون    | ۶    | ۴ | ۱ | ۱ | ۱۰ | ۵  | ۱۳ | صعود به ۱/۱۶ نهایی          |
| ۲    | مارسی      | ۶    | ۳ | ۲ | ۱ | ۱۴ | ۱۰ | ۱۱ | صعود به پلی آف              |
| ۳    | آژاکس      | ۶    | ۱ | ۲ | ۳ | ۱۰ | ۱۳ | ۵  | انتقال به لیگ کنفرانس اروپا |
| ۴    | آ.ا. ک آتن | ۶    | ۱ | ۱ | ۴ | ۶  | ۱۲ | ۴  |                             |

### گروه C
| رتبه | تیم          | بازی | ب | م | ش | گ‌ز | گ‌خ | ام | راه‌یابی                     |
| ---- | ------------ | ---- | - | - | - | -- | -- | -- | --------------------------- |
| ۱    | رنجرز        | ۶    | ۳ | ۲ | ۱ | ۸  | ۶  | ۱۱ | صعود به ۱/۱۶ نهایی          |
| ۲    | اسپارتا پراگ | ۶    | ۳ | ۱ | ۲ | ۹  | ۷  | ۱۰ | صعود به پلی آف              |
| ۳    | رئال بتیس    | ۶    | ۳ | ۰ | ۳ | ۹  | ۷  | ۹  | انتقال به لیگ کنفرانس اروپا |
| ۴    | آریس لیماسول | ۶    | ۱ | ۱ | ۴ | ۷  | ۱۳ | ۴  |                             |

### گروه D
| رتبه | تیم             | بازی | ب | م | ش | گ‌ز | گ‌خ | ام | راه‌یابی                     |
| ---- | --------------- | ---- | - | - | - | -- | -- | -- | --------------------------- |
| ۱    | آتالانتا        | ۶    | ۴ | ۲ | ۰ | ۱۲ | ۴  | ۱۴ | صعود به ۱/۱۶ نهایی          |
| ۲    | اسپورتینگ       | ۶    | ۳ | ۲ | ۱ | ۱۰ | ۶  | ۱۱ | صعود به پلی آف              |
| ۳    | اشتورم گراتس    | ۶    | ۱ | ۱ | ۴ | ۴  | ۹  | ۴  | انتقال به لیگ کنفرانس اروپا |
| ۴    | راکو چنتستوخووا | ۶    | ۱ | ۱ | ۴ | ۳  | ۱۰ | ۴  |                             |

### گروه E
| رتبه | تیم              | بازی | ب | م | ش | گ‌ز | گ‌خ | ام | راه‌یابی                     |
| ---- | ---------------- | ---- | - | - | - | -- | -- | -- | --------------------------- |
| ۱    | لیورپول          | ۶    | ۴ | ۰ | ۲ | ۱۷ | ۷  | ۱۲ | صعود به ۱/۱۶ نهایی          |
| ۲    | تولوز            | ۶    | ۳ | ۲ | ۱ | ۸  | ۹  | ۱۱ | صعود به پلی آف              |
| ۳    | یونیون سن ژیلواز | ۶    | ۲ | ۲ | ۲ | ۵  | ۸  | ۸  | انتقال به لیگ کنفرانس اروپا |
| ۴    | لاسک             | ۶    | ۱ | ۰ | ۵ | ۶  | ۱۲ | ۳  |                             |

### گروه F
| رتبه | تیم          | بازی | ب | م | ش | گ‌ز | گ‌خ | ام | راه‌یابی                     |
| ---- | ------------ | ---- | - | - | - | -- | -- | -- | --------------------------- |
| ۱    | ویارئال      | ۶    | ۴ | ۱ | ۱ | ۹  | ۷  | ۱۳ | صعود به ۱/۱۶ نهایی          |
| ۲    | رن           | ۶    | ۴ | ۰ | ۲ | ۱۳ | ۶  | ۱۲ | صعود به پلی آف              |
| ۳    | مکابی حیفا   | ۶    | ۱ | ۲ | ۳ | ۳  | ۹  | ۵  | انتقال به لیگ کنفرانس اروپا |
| ۴    | پاناتینایکوس | ۶    | ۱ | ۱ | ۴ | ۷  | ۱۰ | ۴  |                             |

### گروه G
| رتبه | تیم           | بازی | ب | م | ش | گ‌ز | گ‌خ | ام | راه‌یابی                     |
| ---- | ------------- | ---- | - | - | - | -- | -- | -- | --------------------------- |
| ۱    | اسلاویا پراگ  | ۶    | ۵ | ۰ | ۱ | ۱۷ | ۴  | ۱۵ | صعود به ۱/۱۶ نهایی          |
| ۲    | رم            | ۶    | ۴ | ۱ | ۱ | ۱۲ | ۴  | ۱۳ | صعود به پلی آف              |
| ۳    | سروت          | ۶    | ۱ | ۲ | ۳ | ۴  | ۱۳ | ۵  | انتقال به لیگ کنفرانس اروپا |
| ۴    | شریف تیراسپول | ۶    | ۰ | ۱ | ۵ | ۵  | ۱۷ | ۱  |                             |

### گروه H
| رتبه | تیم           | بازی | ب | م | ش | گ‌ز | گ‌خ | ام | راه‌یابی                     |
| ---- | ------------- | ---- | - | - | - | -- | -- | -- | --------------------------- |
| ۱    | بایرن لورکوزن | ۶    | ۶ | ۰ | ۰ | ۱۹ | ۳  | ۱۸ | صعود به ۱/۱۶ نهایی          |
| ۲    | قره باغ       | ۶    | ۳ | ۱ | ۲ | ۷  | ۹  | ۱۰ | صعود به پلی آف              |
| ۳    | مولده         | ۶    | ۲ | ۱ | ۳ | ۱۲ | ۱۲ | ۷  | انتقال به لیگ کنفرانس اروپا |
| ۴    | هکن           | ۶    | ۰ | ۰ | ۶ | ۳  | ۱۷ | ۰  |                             |

## مرحله حذفی

### مرحله پلی آف
قرعه کشی این مرحله در تاریخ ۱۸ دسامبر ۲۰۲۳ (۲۷ آذر ۱۴۰۲) انجام شد که نتایج زیر حاصل شد:
| تیم ۱         | نتیجه نهایی | تیم ۲        | بازی رفت      | بازی برگشت    |
| ------------- | ----------- | ------------ | ------------- | ------------- |
| فاینورد       | ۱–۱ پ*(۲–۴) | رم           | ۱–۱           | ۱–۱           |
| آث میلان      | ۵–۳         | رن           | ۱۵ فوریه ۲۰۲۴ | ۲۲ فوریه ۲۰۲۴ |
| لانس          | ۲–۳         | فرایبورگ     | ۰–۰           | ۲۲ فوریه ۲۰۲۴ |
| یانگ بویز     | ۲–۴         | اسپورتینگ    | ۱۵ فوریه ۲۰۲۴ | ۱–۱           |
| بنفیکا        | ۲–۱         | تولوز        | ۱۵ فوریه ۲۰۲۴ | ۰–۰           |
| براگا         | ۵–۶         | قره باغ      | ۱۵ فوریه ۲۰۲۴ | ۲۲ فوریه ۲۰۲۴ |
| گالاتاسرای    | ۴–۶         | اسپارتا پراگ | ۱۵ فوریه ۲۰۲۴ | ۲۲ فوریه ۲۰۲۴ |
| شاختار دونتسک | ۳–۵         | مارسی        | ۲–۲           | ۲۲ فوریه ۲۰۲۴ |

### نیمه نهایی
بازی‌های رفت در تاریخ ۲ مه ۲۰۲۴ (۱۳ اردیبهشت ۱۴۰۳) و بازی‌های برگشت در تاریخ ۹ مه ۲۰۲۴ (۲۰ اردیبهشت ۱۴۰۳) برگزار شد.
| تیم ۱ | نتیجه‌نهایی | تیم ۲        | بازی رفت | بازی برگشت |
| ----- | ---------- | ------------ | -------- | ---------- |
| مارسی | ۱–۴        | آتالانتا     | ۱–۱      | ۰–۳        |
| رم    | ۲–۴        | بایر لورکوزن | ۰–۲      | ۲–۲        |

### فینال
مسابقه فینال در تاریخ ۲۲ مه ۲۰۲۴ (۲ خرداد ۱۴۰۳) در ورزشگاه آویوا دوبلین برگزار شد.
| آتالانتا            | ۳–۰ | بایرلورکوزن |
| ------------------- | --- | ----------- |
| آ.لوکمن `۱۲ `۲۶ `۷۵ |     |             |